# 奇数
奇数（きすう、英: odd number）とは、2 で割り切れない整数である。対義語で、2 で割り切れる整数は偶数という。
正負を問わず、−15, −3, 1, 7, 19 などはすべて奇数である。十進法では、一の位が 1, 3, 5, 7, 9 である数は奇数である。二進法では、20 の位（即ち一の位）が 1 ならば奇数で、0 ならば偶数である。一般に 2n 進法（n は自然数）において、ある数が偶数であるか奇数であるかは、一の位（n0 の位）を見るだけで判別できる。
偶数と奇数は、位数が 2 の体の例を与える。

## 名称の由来
奇数は英語の "odd number" の訳である。"odd" には「奇妙な、偏った」という意味がある。
ギリシャの哲学者フィロラオスは次のように言ったとされる。「数字には特別な二種類がある。奇 (odd) と偶 (even) である。そしてこれらの混合が第三の要素として even-odd を生じる」。

## 数学的性質
以下、n は正の整数（自然数）であるとする。
- 偶数と奇数の和、差はともに奇数である。奇数と奇数の積も、また奇数である。
- 奇数と奇数の和、奇数と偶数の積はともに偶数である。
- 負の実数の奇数乗は、負の実数になる。
- 五進法など「奇数進法」では、1÷2 のみならず 1÷偶数 が割り切れない。即ち、「半分」を有限小数として表現できない。
- 同じく、十六進法など「二の累乗数進法」では、1÷奇数（1と-1を除く） が割り切れない。即ち、「1/3」や「1/5」などを有限小数として表現できない。
- 2 以外の全ての素数は奇数である。つまり 3 以上の素数は全て奇数であり、それらを奇素数という。
- フィボナッチ数のうち奇数であるのは、3n − 2 番目と 3n − 1 番目のフィボナッチ数である。
- 三角数のうち奇数であるのは、4n − 3 番目と 4n − 2 番目の三角数のみである。
- 平方数（四角数）のうち奇数であるのは、2n − 1番目の平方数のみである。
- 最小の正の奇数である 1 から n 番目の正の奇数（2n − 1）までの全ての奇数を足し合わせると、n 番目の平方数に等しくなる。
- 数論的関数を用いて、以下が知られている。

{\displaystyle \sigma _{1}(N)/N=n/d} (n, d ∈  N*) かつ  ω(N) = k　が成り立つような正の奇数 N は、{\displaystyle (d+1)^{4^{k}}} より小さい。（ペース・ニールセン）
- 6 以外の完全数は奇数の立方和で表せる。
- 約数の和は平方数と平方数の2倍の数[2]の場合のみ奇数である。これは平方数の約数の個数が奇数になることと、偶数の素数が2しかないためである。

## 未解決問題
知られている完全数（2倍完全数）は全て偶数であり、奇数の完全数が存在するかどうかはわかっていない（1倍完全数としては 1 が存在する）。
約数の和で表せる奇数は、大抵の表せる個数は1個である。2個以上の約数の和で表せる奇数が無数にあるかどうかはわかっていない。

## その他奇数に関すること
- 中国思想においては奇数は聖数とされる。日本の文化の中にもその影響が強く見られる。（例：七福神、祭日が3月3日・5月5日・7月7日・9月9日とある、など）
- 陰陽五行思想においては、十二支の奇数番目は陽、偶数番目は陰を司る。このため奇数は縁起が良いとされる。
- 日本では奇数は割り切れないことから縁起のいい数とされ、特に1, 3, 5, 7は好まれる傾向がある。しかし9は「苦」に通じるので奇数だが縁起の悪い数と受け取られることが多い。逆に、中国では9は「久」に通じるので縁起が好い数とされている。海外では、7は「ラッキーセブン」として好まれるが、13は縁起が悪い数だと考えられている（例：十三階段, 13日の金曜日）。
- 一つの事案に関して判断する際に、参加人数を奇数に設定する場合がある。これは多数決を取る際に賛否同数に分かれないようにするため。例として、日本の最高裁判所の判事は、15人で組織されている。
- 団体競技のスポーツには、1チームの人数を奇数に設定する例が多い。例えば、バスケットボールは5人、野球は9人、サッカーは11人、ラグビーは15人である。
  - 野球のルールに用いられる数は奇数、特に 3 と 9 (= 32) が多い（例：1チーム9人、1試合9イニング、3ストライクで1アウト、3アウトでチェンジなど）。
- スーパー戦隊シリーズでは、戦隊の構成人数を奇数（特に3人か5人）に設定する例が多い。「宇宙戦隊キュウレンジャー」という9人の例もある。
- 鉄道で下りの列車番号は一般に奇数が用いられる。
- 航空機の便名においては国際線では基本的に西行きや南行きのフライトに奇数が割り当てられる。一方、国内線では例えば羽田発着を基準に考えた場合は羽田発便を下り便として奇数が割り当てられる。
- 番勝負では勝負をつける必要があるため、奇数番の勝負が普通である。
- ロシアでは、偶数は弔事につながるという理由から、花は奇数で購入するようになっている。